# Benyék
Benyék (szlovákul: Beniakovce) község Szlovákiában, a Kassai kerület Kassa-környéki járásában.

## Fekvése
Kassától 10 km-re északkeletre, a Tarca jobb partján fekszik.

## Története
A falu 1270-ben keletkezett akkor, amikor Rás (terra Raasfelde) kiterjedt területén Reynold magister birtokot kapott. 1379-ben egy Kassa városa és a Rozgonyiak közötti vita során említik először, birtokosai a Rozgonyiak voltak. 1427-ben 8 porta volt a Benyékiek tulajdonában levő faluban. A Benyéki család kihaltával 1535-ben királyi adományként Eperjes városának faluja lett. 1598-ban egy feljegyzés szerint 30 ház állt a faluban. A 17.–18. században Benyék már szlovák falu volt.
A 18. század végén Vályi András így ír róla: „BENYÉK. Benakovce. Tót falu Abaúj Vármegyében, földes Ura Keltz, Szerentsy, és más Uraságok, lakosai leg inkább katolikusok, határjában elegendő legelője nincs, tűzre fája elég, földgyének fele sovány, és nehezen trágyáztatik, réttyeinek is nagyobb részét a’ víz járja; de Kassának szomszédságában lévén, holott vagyonnyait jól eladhattya, második Osztálybéli.”
Fényes Elek 1851-ben kiadott geográfiai szótárában így ír a faluról: „Benyik, Benyakovcze, tót falu, Abauj vmgyében, a Tarcza jobb partján, Kassához 2 mfd. 131 kath. 245 evang., 58 ref., 10 zsidó lak. Van vendégfogadója, kövér rétjei és szép erdeje. F. u. Kelcz, Bónis István.”
Borovszky Samu monográfiasorozatának Abaúj-Torna vármegyét tárgyaló része szerint: „Az innen északra, a vármegye határáig menő s Budamérnél az eperjesi országuttal csatlakozó községi út mentén sűrü egymásutánban, 2-3 kilométernyi közökben négy helységet érünk. Ezek: Benyék, Vajkócz, Haraszti, Királynépe. Benyéken 46 ház s 250 tót lakos van. [...] Postája mind a négynek Rozgony; táviróállomásuk Kassa.”
A trianoni diktátumig Abaúj-Torna vármegye Kassai járásához tartozott.

## Népessége
| Év:            | 1994. | 2004.   | 2014.    | 2024.    |
| -------------- | ----- | ------- | -------- | -------- |
| Emberek száma: | 529   | 558     | 645      | 873      |
| Eltérés:       |       | +5,48 % | +15,59 % | +35,34 % |

| Év:            | 2023. | 2024.   |
| -------------- | ----- | ------- |
| Emberek száma: | 839   | 873     |
| Eltérés:       |       | +4,05 % |

1910-ben 295, túlnyomórészt szlovák anyanyelvű lakosa volt.
2001-ben 556 lakosából 546 szlovák volt.
2011-ben 619 lakosából 501 szlovák és 107 cigány volt.